# Danza de los chunchos
La danza de los chunchos es una danza originaria de Tarija, Bolivia, que se baila en la Fiesta Grande de San Roque en agosto y septiembre de cada año.  Fue declarada patrimonio cultural e inmaterial de Bolivia por la Cámara de Senadores. 

## Vestimenta
Los danzantes, que son todos hombres, visten un tocado especial en la cabeza hecho de plumas teñidas de colores. Este tiene una base con perlas o lentejuelas y se coloca sobre un pañuelo grande de seda, a manera de velo, que cubre la cabeza del danzante. El cuerpo está cubierto por un ponchillo y un pollerín, las medias son de color carne o canela hasta las rodillas y los zapatos negros. En la espalda llevan una aljaba y en la mano izquierda una flecha larga adornada con plumas de colores que usan para marcar el ritmo de la danza.

## Etimología y origen

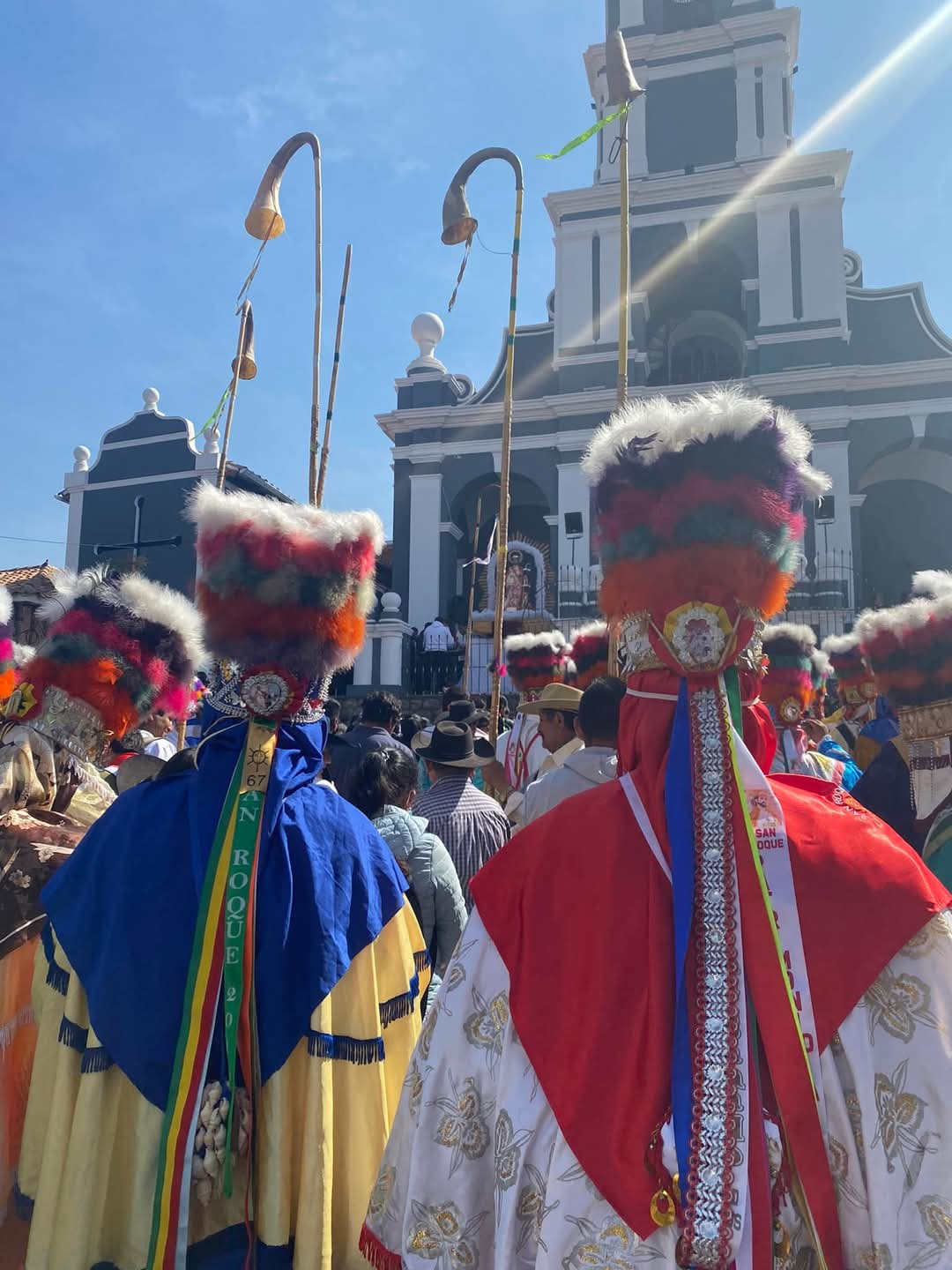
Chunchos de espalda viendo a la Iglesia de San Roque

Chuncho significa "salvaje" en quechua. Según el periodista Pablo Cingolani el término aparece en varias crónicas coloniales y se usaba para hacer referencia a todo lo que no era inca o era considerado culturalmente inferior desde la mirada colonial, que por lo general suponía una mirada desde arriba (la sierra, el altiplano) a abajo (la selva, las llanuras). En todo caso, es una palabra que hare referencia al otro del oriente del país.
Se dice que la danza hace referencia a los leprosos del Leprosario de Lazareto. Sin embargo, parece que esta concepción es reciente, dado que antiguos danzantes no se identificaban con los leprosos, sino con guerreros chiriguanos. En todo caso, según la tradición popular reciente los chunchos representan a los leprosos, sobre todo por la cobertura total del cuerpo y el sonido que hace la flecha, dado que los leprosos se cubrían el cuerpo y hacían ruido con palos y piedras al llegar a ciertos lugares para avisar de su presencia y que la gente les dejara comida antes de esconderse en sus casas. Y a esto se suma la historia del incendio del leprosario con los leprosos adentro. Si bien no hay datos históricos que respalden esta versión, ya se ha consolidado como un mito en Tarija.   

## Peregrinación y promesantes
Los chunchos peregrinan a un predio que se encuentra en frente a la iglesia de Lazareto, donde se realizan misas todo el día. Afuera se vende comida tradicional. Una vez en la iglesia, los chunchos suben a un cementerio donde se encuentra la antigua capilla y, desde ahí, suben a un lugar de aguas milagrosas heladas donde se bañan para sanar sus dolencias. Quienes bailan como chunchos son parte de la "Asociación de Chunchos Promesantes de Tarija 'Patrono San Roque'" y se conocen como promesantes porque hacen promesas a San Roque de hacer la peregrinación y bailar a cambio de poder restablecer su salud o de personas cercanas.